# Posttrombotiskt syndrom
Posttrombotiskt syndrom innebär att vid djup ventrombos så kan det uppstå skador på venklaffarna som leder till venös insufficiens. Venklaffarna förlorar sin funktion så att blodet stockas distalt i benet och utövar ett ökat hydrostatiskt tryck. Detta leder till ödembildning med dålig tillförsel av näring och syre vilket i sin tur kan leda till kronisk bensvullnad, ödem, trötthet, stumhet i benet, värk och svårbehandlade bensår. 